# Hans Dietrich Lindstedt
Hans Dietrich Lindstedt  (* 21. April 1929 in Schönebeck (Elbe); † 10. April 2008 in Chemnitz) war ein deutscher Schriftsteller und Journalist.

## Leben
Lindstedt wuchs ab 1935 am Mittelrhein auf. 1947 zogen seine Eltern aus familiären Gründen nach Magdeburg, wo Lindstedt 1948 sein Abitur ablegte. Von den DDR-Behörden nicht zum Studium zugelassen, besuchte er ab 1949 einen Neulehrer-Kurs und arbeitete als Lehrer, Sprachlehrer und Kulturbund-Kreissekretär.
1956 wurde er Redakteur der „Märkischen Volksstimme“ in Potsdam. 1966 schloss er ein fünfjähriges Fernstudium der Journalistik ab, 1968 hatte er seine erste Buch-Veröffentlichung in einer Anthologie.
1977 wurde ihm aus politischen Gründen fristlos gekündigt. 1981 nutzte er die Reise in die Bundesrepublik Deutschland anlässlich der Beerdigung seiner Mutter zur Flucht aus der DDR. Er ließ sich in Mainz nieder und wurde freier Journalist.
Lindstedt gehörte zum Schriftsteller-Verband Freier Deutscher Autorenverband (FDA) und war dort viele Jahre aktiv: 1985 gründete Lindstedt zusammen mit Volkmar von Zühlsdorff den Landesverband Rheinland-Pfalz des FDA, dessen Ehrenvorsitzender auf Bundesebene er in seinen letzten Lebensjahren war. Auch gründete er nach der Wiedervereinigung Deutschlands alle ostdeutschen FDA-Landesverbände. Von 1997 bis 2007 war er Gründungsvorsitzender des FDA-Landesverbandes Sachsen.
Von 1997 bis zu seinem Tod lebte er mit seiner Frau Lilly Ulm-Lindstedt (1935–2009) in deren Geburtsstadt Chemnitz.

## Werke
- „… aber der Wagen, der rollt“. Eine Anthologie für Hans Dietrich Lindstedt (u. a. mit Texten von Hans Dietrich Lindstedt). Leipzig 2009
- Eine Jugend am Rhein. Leipzig 2006
- Man selbst. Zwei Dutzend frecher Geschichten aus meinem Leben. Leipzig 2006
- Pro arte Saxoniae. Werner Ballarin zum Siebzigsten. (Hans Dietrich Lindstedt als Herausgeber). Leipzig 2006
- Vor dem Tor. Ein anthologisches Lesebuch (Hans Dietrich Lindstedt und Werner Ballarin als Herausgeber). Simmern 2005
- Nachtfahrt. Eine Flucht an den Rhein. Simmern 2003
- On the road. Mein amerikanisches Tagebuch. Simmern 2002
- Zauber Zeit (Hans Dietrich Lindstedt als Herausgeber). Simmern 2001
- Das 13. Römerschiff. Simmern 1999 und Saarbrücken 1994
- Heinrich Heine auf der Reise nach Mainz. Eine Erzählung. Simmern 1997 und Saarbrücken 1994
- Der sol komen in unser Lant … Dokumentation zum 4. Wartburg-Kongress „Freiheit in Zuversicht“ vom 12. bis 14. Februar 1993 in Eisenach in Thüringen (Freier Deutscher Autorenverband. Hrsg.: Hans Dietrich Lindstedt/Gertrud Haak). Koblenz 1995
- Jeder zweite Herzschlag. Erinnerungen an mitteldeutsche Autoren. Poeten und Bonzen aus drei Jahrzehnten. Koblenz 1990
- Mein Land, das ferne leuchtet. Otterstadt 1986 und Sankt Michael 1983
- Märkischer Bericht. Otterstadt 1986 und Sankt Michael 1984
- Rheinische Geschichte in: „Voranmeldung“ (Herausgegeben von Gerd Noglik), Halle (Saale) 1968